# Spacex South Texas uppskjutningsplats

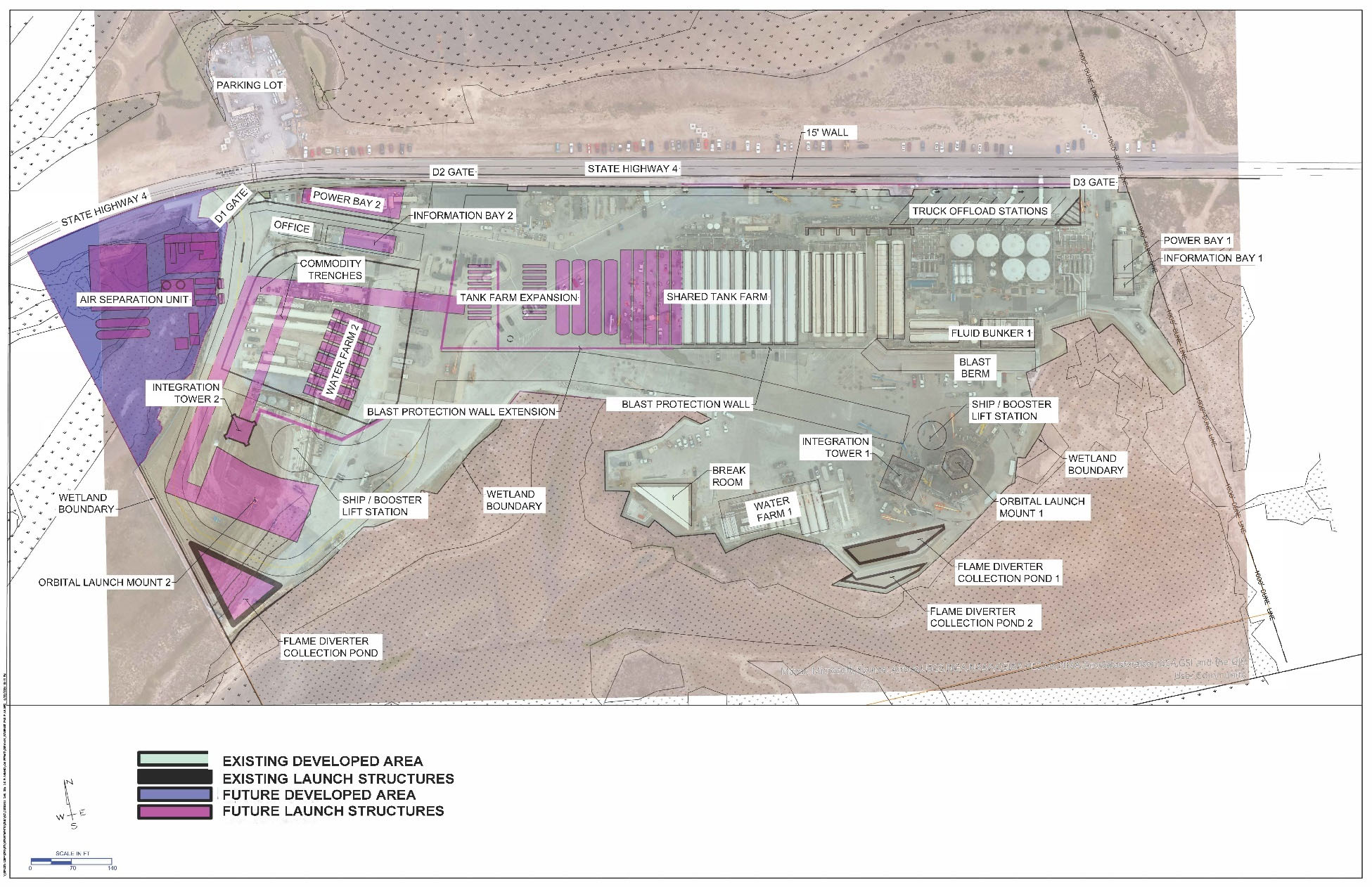
SpaceX South Texas uppskjutningsplats

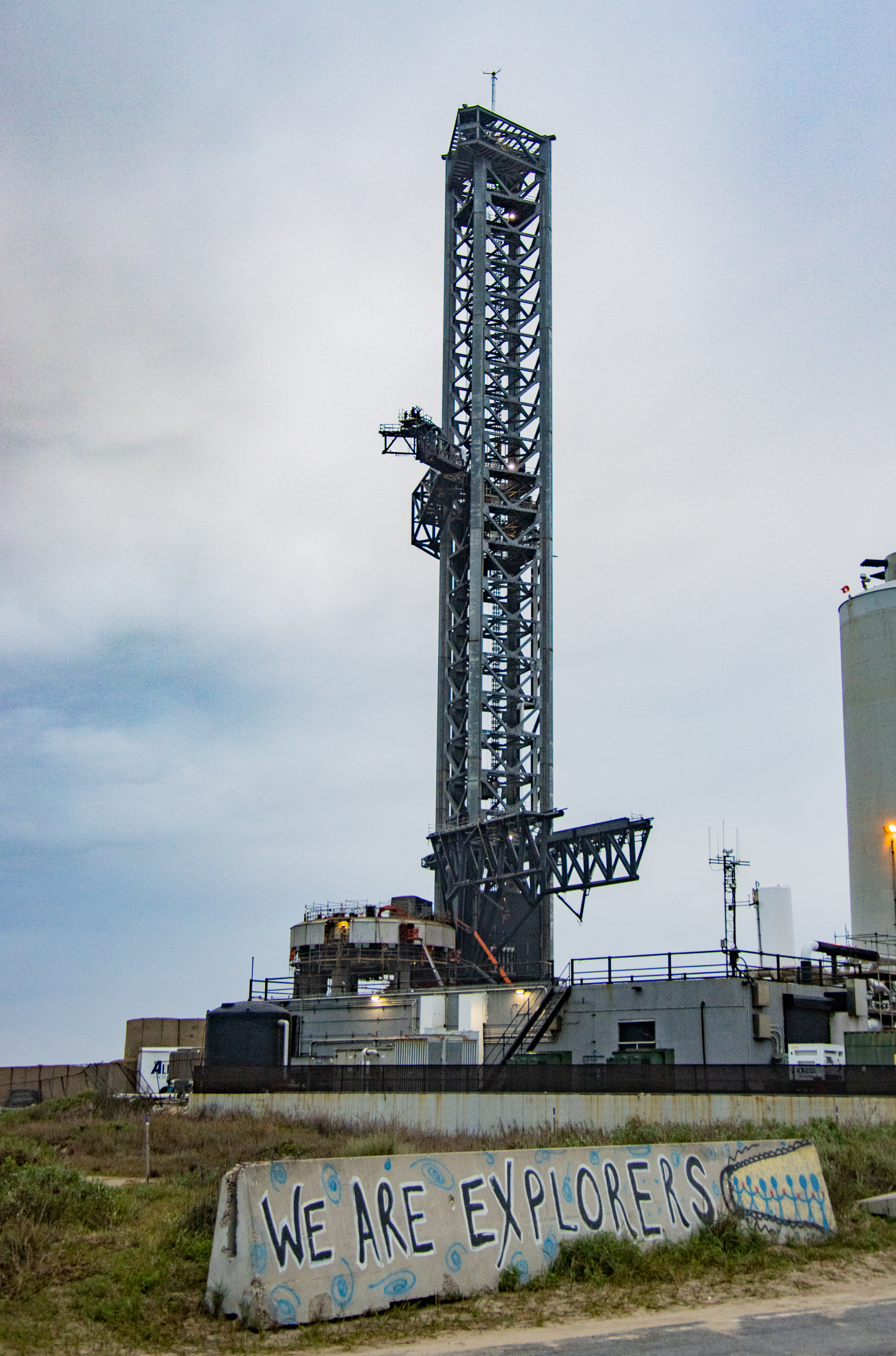
Den första orbitala plattan

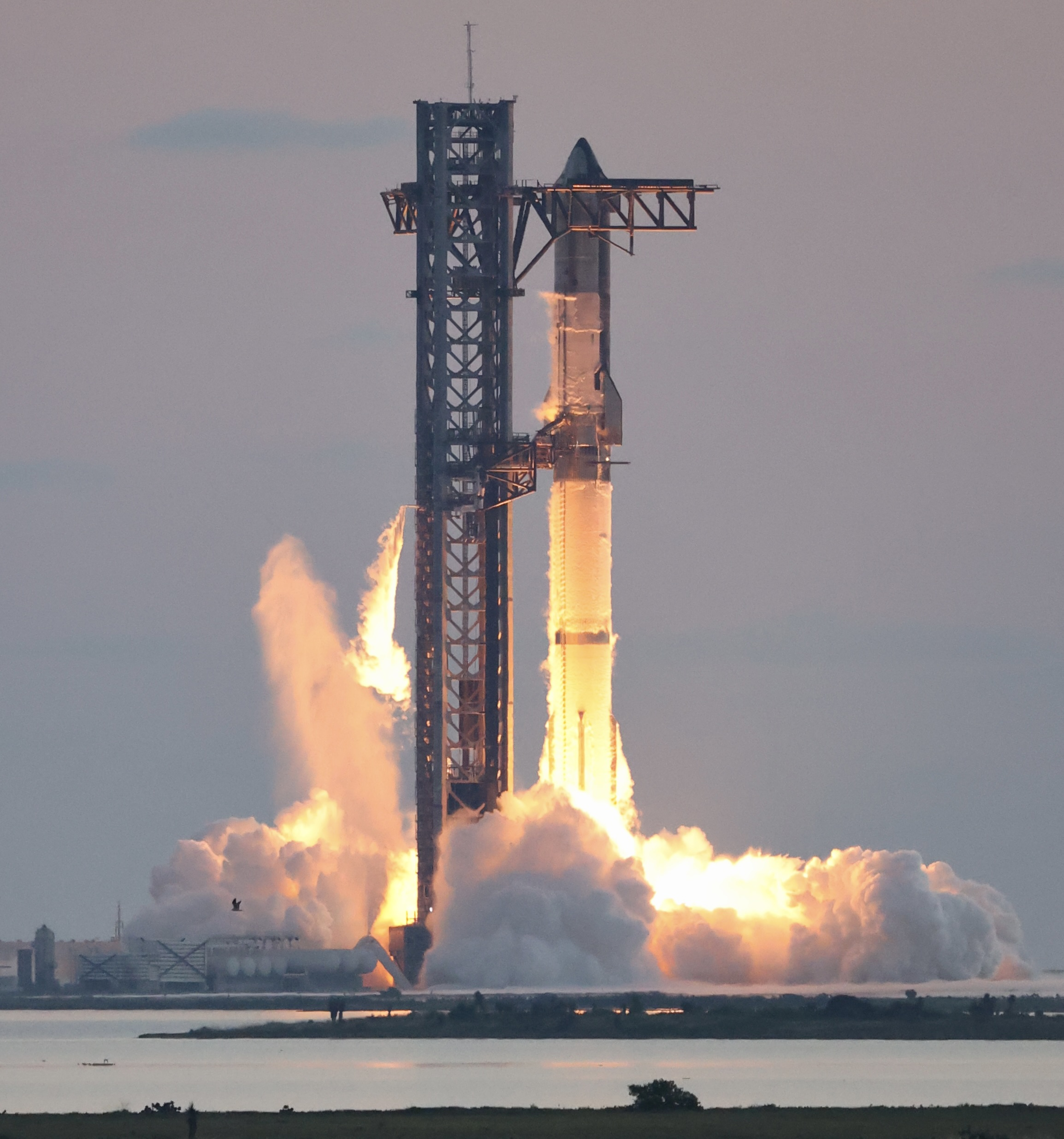
Uppskjutning från Starbase

SpaceX South Texas Launch Site, också kallat Starbase, är en startplatta i Boca Chica Village nära Brownsville i Texas för privat användning av Space Exploration Technologies Corporation (SpaceX). Startplattan används för testning och uppskjutning av deras raket Starship. Det finns en aktiv orbital startplatta som har använts till nio uppskjutningar, en andra orbital startplatta är under konstruktion. Det fanns två suborbitala startplattor som har använts till flera uppskjutningar och tester.[källa behövs]